# Herczegh Péter
Herczegh Péter (New York, New York, 1992. november 19. –) magyar színművész, zenész.

## Életpályája
1992-ben született New Yorkban, ahol két éves koráig élt családjával. Általános és középiskolai tanulmányait a budapesti Szabó Lőrinc Két Tannyelvű Általános Iskola és Gimnáziumban végezte. A Földess Margit Drámastúdióban is tanult. 2012-ben érettségizett. Ezután egy évig tanult a Werk Akadémián, ahol filmes rendezőasszisztensként végzett. 2013-2018 között a Kaposvári Egyetem színművész szakos hallgatója volt. Egyetemi gyakorlatát a Nemzeti Színházban töltötte, amelynek 2018-tól tagja.

## Színpadi szerepei

### Nemzeti Színház
- Olasz szalmakalap (2025) - Fadinard, magánzó
- Vér vagyok - egy középkori tündérmese (2024) MITEM
- Esthajnal (2024) - Lojko Zobar
- Kurázsi mama és gyermekei (2024) - Eilif
- A revizor (2023) - Hlesztakov, pétervári hivatalnok

- Bánk Bán (2023) - Ottó
- A kaukázusi krétakör (2023) - Joszif, Gruse „férje” / Orvos / Menekült / Fiatal paraszt
- Szabadság, Szerelem - Petőfi a vitéz (2022)  - Petőfi Sándor
- Bakhánsnők (2022) - Pentheusz
- Agón (2022)
- Üvegfigurák (2021) - Jim O'Connor, a látogató
- Az ajtó (2021) - Unokaöcs
- Rómeó és Júlia (2021) - Rómeó, Montague fia
- A kassai polgárok (2020) - Zakariás, literátus / 1. fejszés
- Tizenhárom almafa (2020) - Birtalan
- Rocco és fivérei (2019) - Alfredo Gianelli
- Az ember tragédiája (2018) -
- A gömbfejűek és a csúcsfejűek (2018) - Angelo Iberin, helytartó
- Woyzeck (2018) - Andres
- Egri csillagok (2018) - Varsányi Imre, Szolga a Cecey háznál
- Galilei élete (2016) - Agg bíboros
- János vitéz (2014) - A zászlós

## Filmográfia
- Viharsarok (2014)
- Tömény történelem (2016)
- Mintaapák (2021) ...Rendőr
- Attila, Isten ostora (2022) ...Hun harcos
- Az énekesnő (2022) ...Nagy Vince
- Most vagy soha! (2024) ...olasz katona

## Díjai és elismerései
- Farkas–Ratkó-díj (2022, 2024)[4]
- Soós Imre-díj (2023)[5]
- Sinkovits Imre-díj (2023)[6]
- Szeleczky Zita-emlékgyűrű (2024)[7]